# 육플루오린화 제논
육플루오린화 제논(Xenon hexafluoride, 화학식 XeF6)은 제논 1개 원자와 6개의 플루오린 원자가 결합한 비활성 기체 화합물이다. 알려진 제논의 플루오린화물은 전부 발열 과정으로 합성되며 상온에서 안정적이다. 이 중 육플루오린화 제논은 제논의 플루오린화물 중에서 가장 안정한 화합물이다. 상온에서는 무색의 고체 결정체이며 쉽게 황색 기체로 승화한다.

## 합성
육플루오린화 제논은 이플루오린화 제논(XeF2) 또는 제논-플루오린 1:20 이상의 플루오린이 압도적으로 많은 기체에서 300°C 기온에 6 MPa(60기압)으로 가하여 생성한다.
{\displaystyle {\ce {Xe + 3F2 -> XeF6}}}
이플루오린화 니켈(II)(NiF2)를 촉매로 할 경우 120°C의 상대적으로 기온에서 제논-플루오린 1:5 가량의 혼합 기체가 육플루오린화 제논으로 합성할 수 있다.

## 구조
육플루오린화 제논은 XeF2나 XeF4와 달리 구조 분석 및 이론 연구에 수 년이 필요했다. 기체 상태에서 XeF6는 단량체 상태이다. 원자가껍질 전자쌍 반발 이론에서는 플루오린 리간드 6개와 고립된 전자쌍 하나가 있으므로 완벽한 8면체 대칭(Oh)을 이룰 것으로 예측했지만 실제로는 전자 회절 및 고도의 계산 결과 화학물의 점군이 3차원의 순환대칭(C3v)임을 보인다. Oh의 중요성은 그리 높지 않아 에너지 표면 최소값은 매우 낮다. 비활성 기체 및 플루오린 화학을 연구하는 학자 콘라드 세펠트는 육플루오린화 제논의 구조가 "팔면체의 면과 모서리를 가로질러 이동하는 자유전자쌍의 영향으로 동적으로 살짝 찌그러진 모양"이라고 설명했다.
129Xe와 19F의 핵자기 공명 분석에서는 사면체 모양으로 있는 4개의 제논 원자가 24개의 플루오린 원자와 요동하여 결합해 "톱니바퀴 매커니즘" 같은 방식으로 계속해서 위치를 옮기는 사합체 구조로 밝혀졌다.
XeF
6의 결정체에는 총 6가지 구조가 있으며, 이중에는 XeF+
5 이온이 F−
 이온과 결합해 있는 상태인 모양도 있다.

## 화학 반응

### 가수분해
육플루오린화 제논은 물과 반응해 가수분해하여 최종적으로는 삼산화 제논이 된다.
XeF6 + H2O  →  XeOF4  +  2 HF
XeOF4 + H2O  →  XeO2F2  +  2 HF
XeO2F2  +  H2O  →  XeO3  +  2 HF
XeF6 + 3 H2O  → XeO3 + 6 HF
XeF6은 루이스 산으로 최대 1-2개의 플루오린 음이온과 결합한다.
XeF6 + F− →  XeF−
7
XeF−
7 + F− → XeF2−
8

### 팔플루오르제논화물
팔플루오린화 제논(VI) 이온(XeF2−
8) 결정은 매우 안정하지만 400°C 이상의 온도에서는 분해된다. 이 이온은 나이트로소늄염물인 팔프루오르제논화 나이트로소늄(VI) 단면 X선 계수기 결정 분석을 기반으로 엇사각기둥 모양일 것으로 추정된다. 팔플루오르제논화물은 플루오린화 나트륨이나 플루오린화 칼륨과 반응시켜 만들 수 있다.
2 NaF + XeF
6 → Na
2XeF
8
2 KF + XeF
6 → K
2XeF
8
마찬가지로, 덜 안정적이긴 하지만 세슘과 루비듐의 플루오린화물과 반응시켜 칠플루오르제논화물을 만들 수 있다.
CsF + XeF
6  →  CsXeF
7
RbF + XeF
6  →  RbXeF
7
칠플루오르제논화물을 각각 50°C와 20°C로 열분해하면 노란색의 팔플루오르제논화물로 반응한다.
2 CsXeF
7 → Cs
2XeF
8 + XeF
6
2 RbXeF
7 → Rb
2XeF
8 + XeF
6
이 결정체는 물에 녹으면 제논과 산소를 포함한 여러 기체로 방출된다.

### 기타 플루오린화물
XeF
6는 RuF
5,BrF
3·AuF
3와 같은 강력한 플루오린화기와 반응하여 XeF+
5 양이온을 만들어낸다.
XeF
6 + RuF
5 → XeF+
5RuF−
6
XeF
6 + BrF
3·AuF
3 → XeF+
5AuF−
4 + BrF
3